# Chris Tsangarides
Chris Tsangarides (* 17. August 1956; † 7. Januar 2018) war ein britischer Musikproduzent, Toningenieur und Mischer. Er war besonders für seine Arbeit mit bekannten Heavy-Metal-Bands wie zum Beispiel Judas Priest, Helloween, Black Sabbath, Thin Lizzy und Anvil bekannt. Tsangarides hat allerdings auch mit vielen Pop-Künstlern wie Depeche Mode, Tom Jones oder Concrete Blonde zusammengearbeitet.
Tsangarides begann seine Karriere als Toningenieur in den Morgan Studios (später Battery Studios) in London, wo er das Judas-Priest-Album Sad Wings of Destiny mitproduzierte.
2006 eröffnete er sein eigenes Studio Ecology Room Studios in Kent, England.
Im Juni 2007 ging er mit der britischen Band LunarMile ins Studio, zu deren Mitgliedern sowohl Toni-Marie Iommi (Tochter von Black-Sabbath-Mitglied Tony Iommi) als auch Alex Hill (Sohn von Judas-Priest-Mitglied Ian Hill) gehören.

## Bands, mit denen er gearbeitet hat
- Angra
- Anvil
- Bitches Sin
- Black Sabbath
- Concrete Blonde
- Depeche Mode
- Bruce Dickinson
- Exodus
- Helloween
- Japan
- Tom Jones
- Judas Priest
- Killing Joke
- King Diamond
- King’s Call
- The Lords of the New Church
- Loudness
- Lunarmile
- Gary Moore
- Mountain
- New Model Army
- Overkill
- Thin Lizzy
- T.N.T.
- Tokyo Blade
- The Tragically Hip
- Tygers of Pan Tang
- UFO
- Y&T
- Yngwie Malmsteen